# Dudleya farinosa
Dudleya farinosa är en fetbladsväxtart som först beskrevs av John Lindley, och fick sitt nu gällande namn av Britt. och Rose. Dudleya farinosa ingår i släktet Dudleya och familjen fetbladsväxter. Inga underarter finns listade i Catalogue of Life.

## Bildgalleri

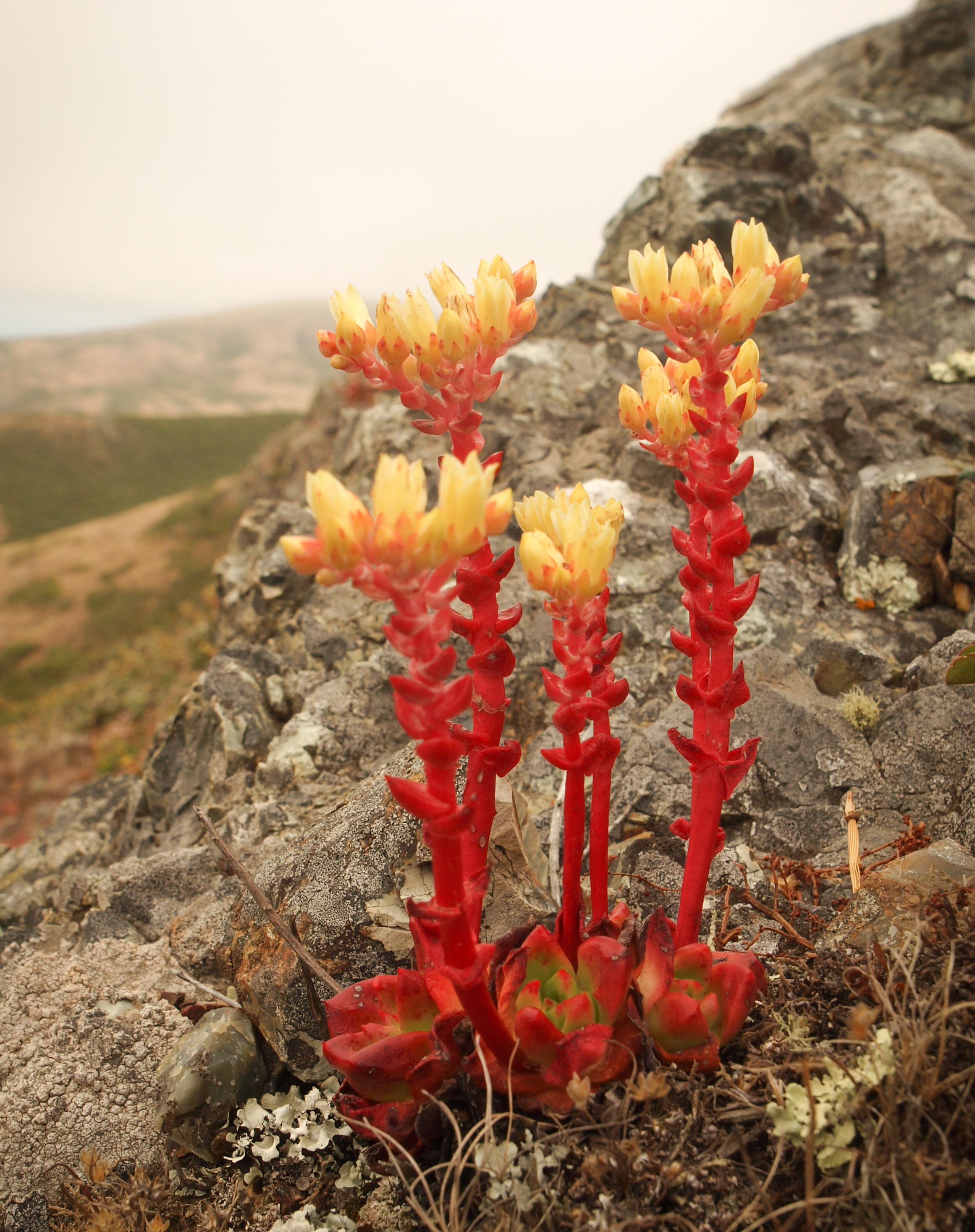
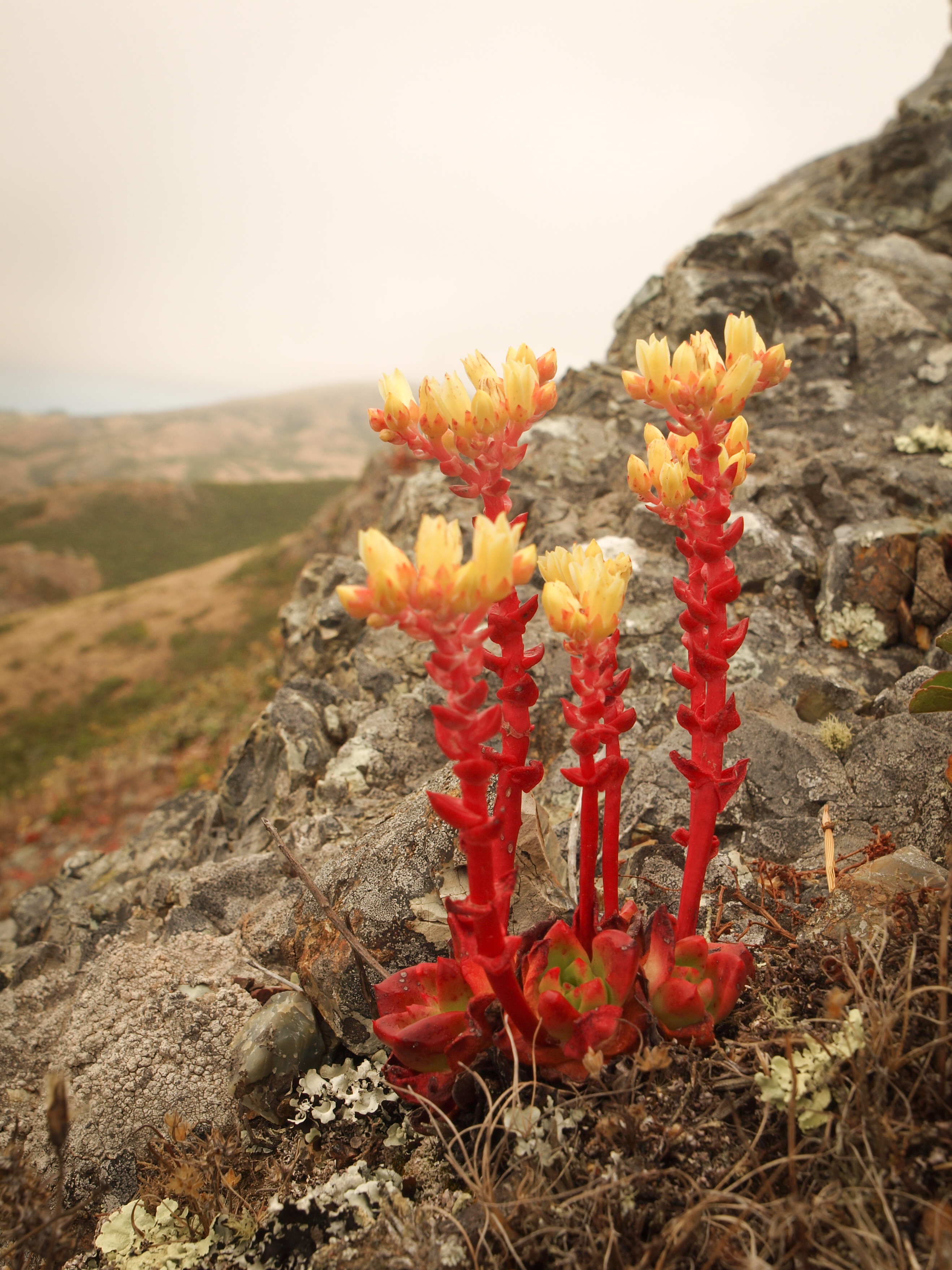
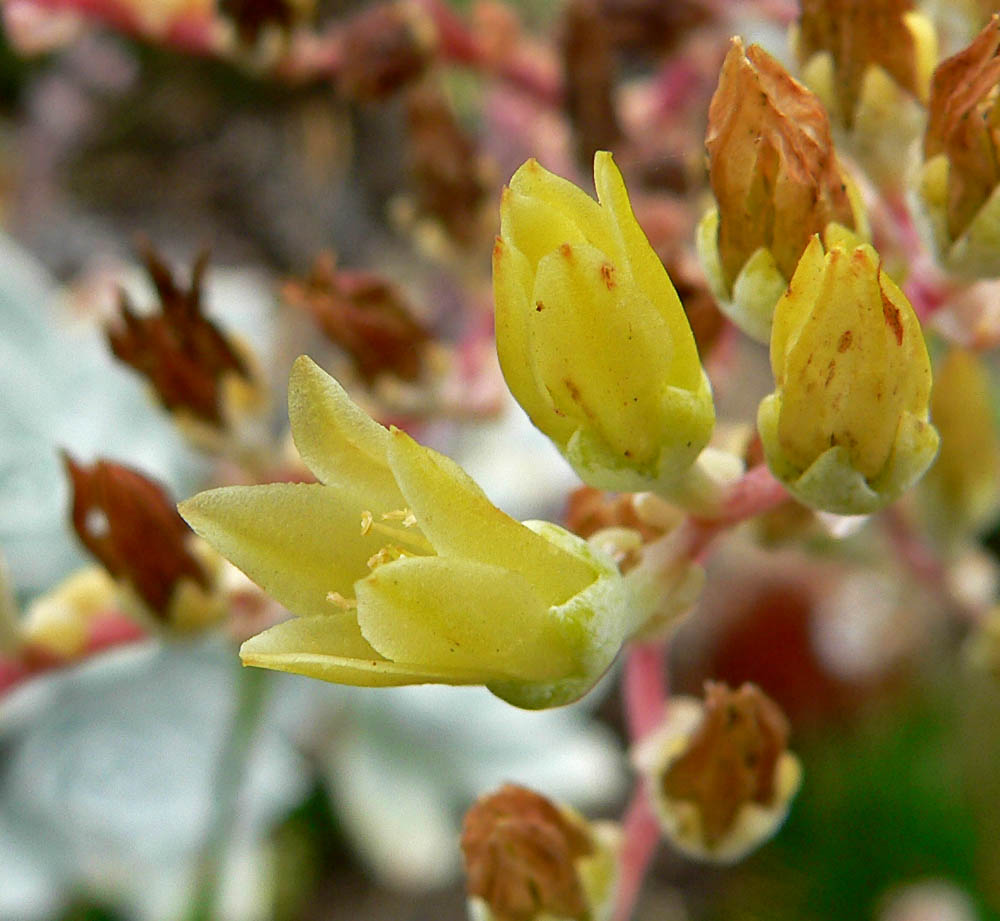
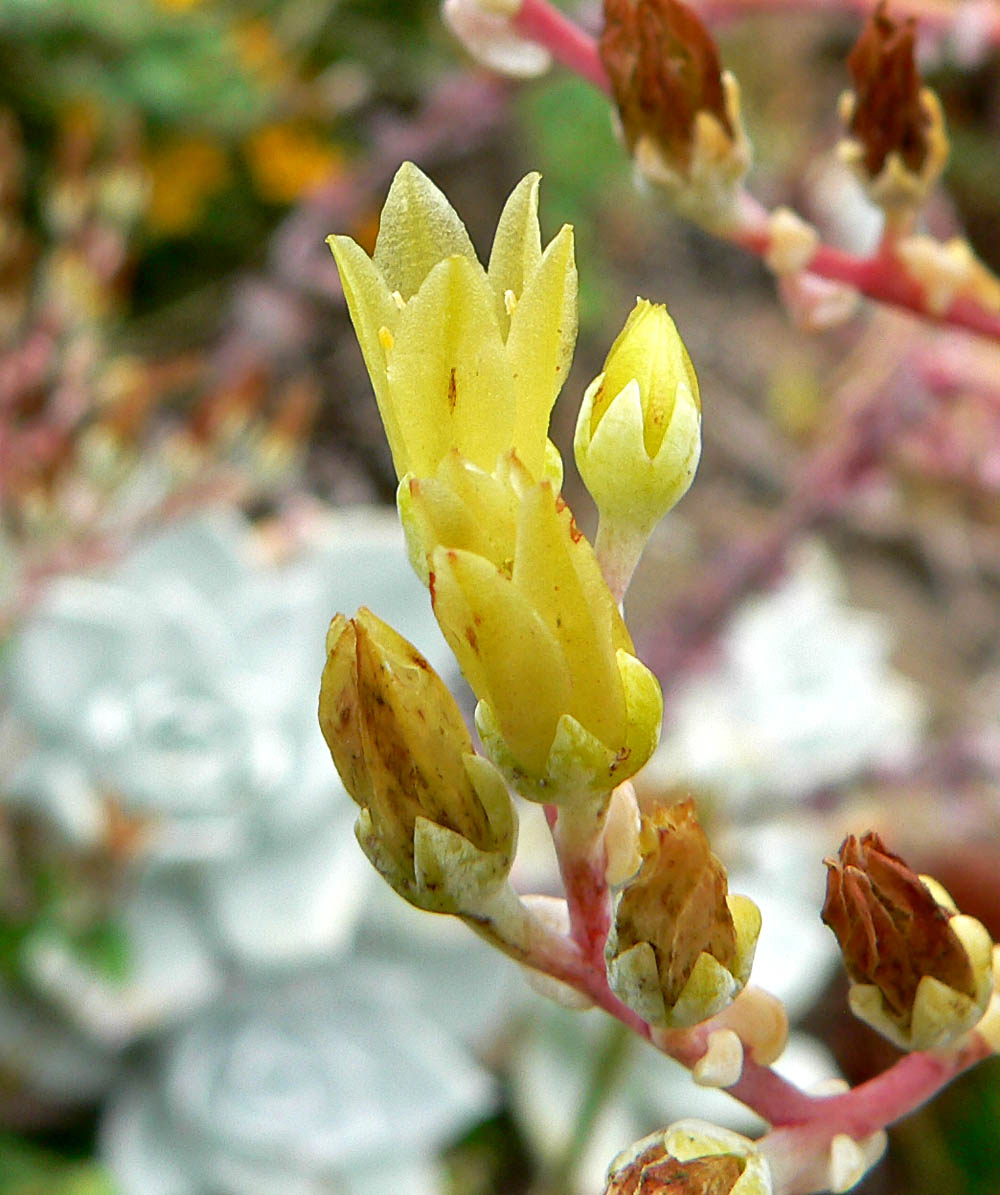
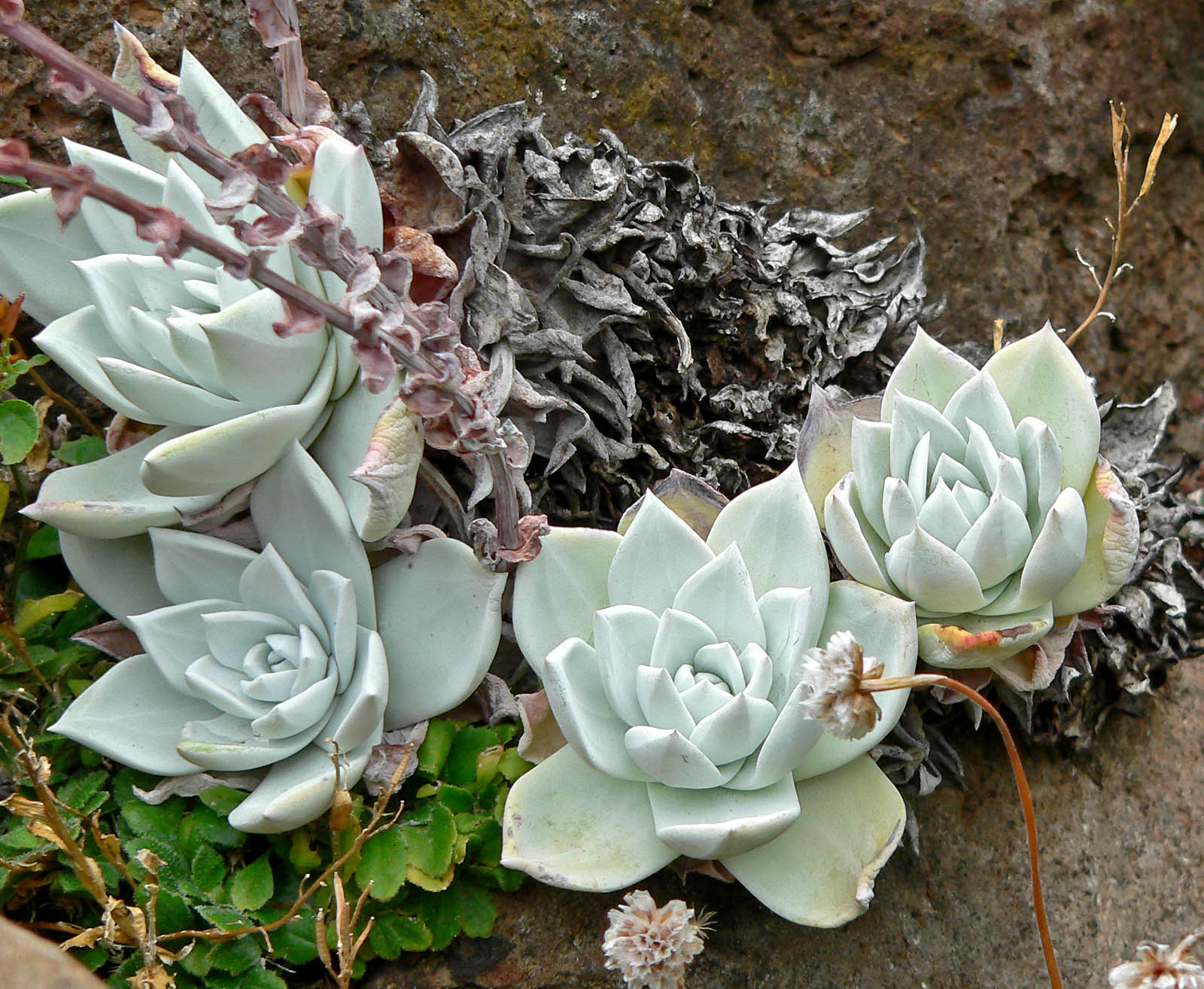